# Tomatito
Tomatito, nome artístico de José Fernández Torres (Almería, 1958) é um guitarrista de flamenco espanhol. Tendo iniciado a sua carreira acompanhando o famoso cantor flamenco Camarón de la Isla (com Paco de Lucía), ele fez uma série de álbuns colaborativos e seis álbuns solo, dois dos quais ganharam Grammy Latino.

## Discografia
- 1987 - Rosas del amor
- 1991 - Barrio negro
- 1997 - Guitarra gitana
- 2000 - Spain (com Michel Camilo)
- 2001 - Paseo de los castaños
- 2004 - Aguadulce
- 2006 - Spain Again (com Michel Camilo)